# Fuente de los Caños (Puerto Lumbreras)

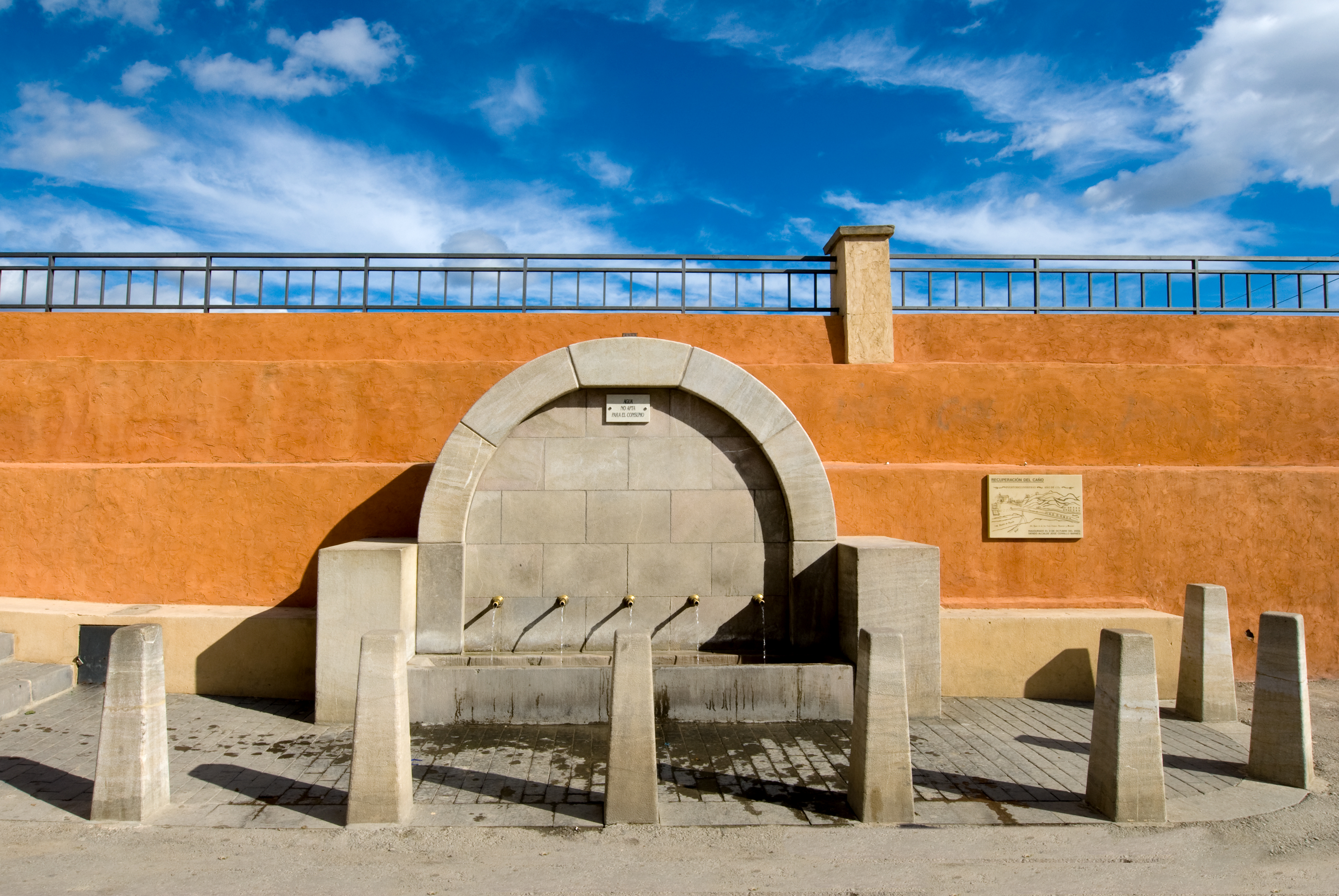
Fuente de los Caños de Puerto Lumbreras

Fuente pública situada en Puerto Lumbreras (Región de Murcia) que forma parte de un complejo sistema hidráulico que aprovecha la corriente regular de agua de curso subterráneo bajo  la rambla de Nogalte.  Daba salida al caudal de agua recogido por el sistema conocido como de Caño y Contracaño, alimentando también un lavadero y un abrevadero situados junto a la fuente. De ahí las aguas sobrantes pasaban a la Balsa de la Comunidad de Propietarios de las Aguas del Caño y Balsa de Lumbreras, desde donde se repartía entre los propietarios para el riego de sus tierras.

## Historia

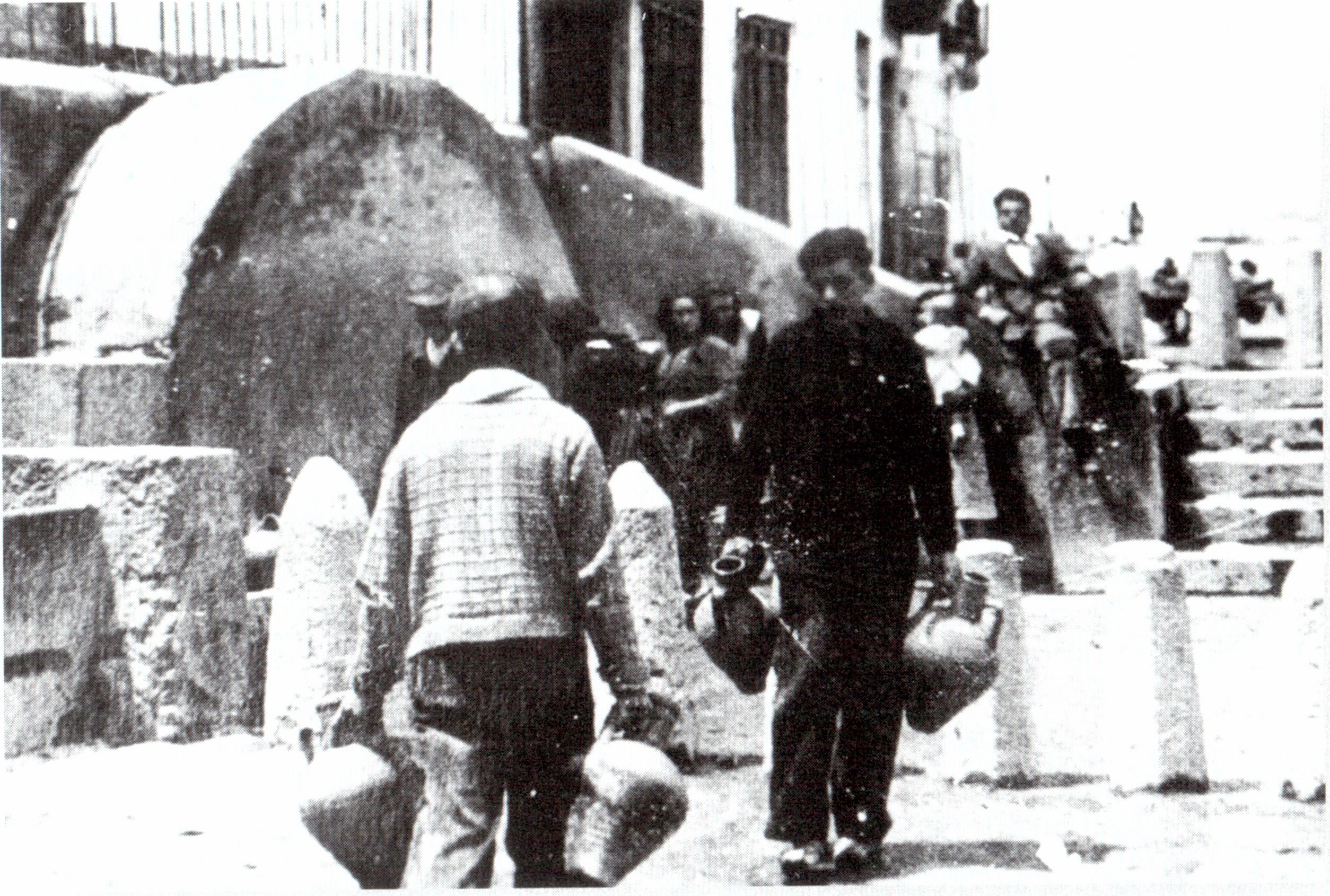
Imagen antiguo de Los Caños

Aunque la Fuente de los Caños está documentada únicamente desde la segunda mitad del siglo XVIII su origen podría ser anterior. Así, las Actas Capitulares del Concejo de Lorca de finales del siglo XV y del siglo XVI ya hacen referencia a la limpieza y reparación de las lumbreras de Nogalte, dentro de un conjunto denominado “las fuentes”. Del siglo XVII se conservan algunos documentos que aluden al pleito sostenido por el Concejo de Lorca y algunos hacendados de Nogalte que habían tenido que hacer obras de mejora en el Caño Viejo, sobre la propiedad de las aguas sobrantes de Los Caños y del abrevadero.

En un paño pintado (1743-1763) por Antonio Joseph de Rebolloso realizado con motivo de dicho pleito y conservado en el Fondo Cultural Espín de Lorca (Región de Murcia) se representa la rambla de Nogalte, la población de Puerto Lumbreras con su iglesia, el camino entre Lorca y Huércal Overa (Almería) y la balsa en la que se recogen las aguas sobrante del caño-abrevadero de Lumbreras.

El agua que afloraba en esta fuente siempre ha sido gratuita para uso doméstico y para el abastecimiento del lavadero y el abrevadero para el ganado allí situados, lo que favoreció la consolidación y desarrollo de la población de Puerto Lumbreras. Así, la Feria de Ganado que se celebra en esta población desde finales del siglo XIX sin duda estuvo beneficiada por la existencia de un abrevadero de estas características.

La catastrófica riada acaecida en octubre de 1973 afectó seriamente a la fuente pública de Los Caños al igual que el lavadero que quedó prácticamente destruido. En 1988 la fuente fue trasladada a un nuevo emplazamiento, justo enfrente del anterior, en la margen derecha de la rambla.

Actualmente sigue dando servicio a los vecinos de Puerto Lumbreras que continúan acercándose para recoger el agua que aflora de la rambla de Nogalte. Forma parte además de la Ruta del Agua de Puerto Lumbreras, un itinerario urbano a través del cual se puede conocer los sistemas de captación, almacenamiento y aprovechamiento del agua de la rambla de Nogalte.